# Uitspoeling
Uitspoeling is het bodemvormend proces  waarbij deeltjes in de bodem van boven naar beneden verplaatst worden door neerslagwater. Daarbij spelen behalve de neerslag ook andere factoren een rol, zoals de verdamping, de zuurgraad en de bodemstructuur en -textuur van de grond. 
Door het verdwijnen (door water) van de voedingsstoffen uit de bodem treedt verzuring op: de plaats van kationen (bijvoorbeeld kalium en magnesium) wordt ingenomen door waterstofionen, waardoor de pH van de bodem daalt.
Door uitspoeling ontstaan podzol- en laterietgronden.
Voorbeelden van stoffen die uit kunnen spoelen zijn humus, ijzer en klei.